# Чемпіонат УРСР з легкої атлетики в приміщенні 1971
Чемпіонат УРСР з легкої атлетики в приміщенні 1971 серед дорослих був проведений 11-12 березня у Жданові в легкоатлетичному манежі заводу «Азовсталь».
До програми змагань першості в приміщенні входили також метальні дисципліни просто неба — метання диска, молота та списа у чоловіків, а також метання диска та списа у жінок.

## Призери

### Чоловіки
| Дисципліни             | Золото                               | Золото   | Срібло                      | Срібло | Бронза                | Бронза |
| ---------------------- | ------------------------------------ | -------- | --------------------------- | ------ | --------------------- | ------ |
| 60 метрів              | Микола Кужукін Дніпропетровська обл. | 6,5h     |                             |        |                       |        |
| 400 метрів             | Володимир Носенко Одеська обл.       | 49,5h    |                             |        |                       |        |
| 800 метрів             | М. Беккер Одеська обл.               | 1.54,0h  |                             |        |                       |        |
| 1500 метрів            | Анатолій Коваленко Київ              | 3.50,2h  |                             |        |                       |        |
| 3000 метрів            | В'ячеслав Гамалін Харківська обл.    | 8.18,8h  |                             |        |                       |        |
| 110 метрів з бар'єрами | Віталій Силаєв Львівська обл.        | 14,2h    | Олександр Синіцин Київ      | 14,2   |                       |        |
| Ходьба 10000 метрів    | Василь Колодочка Полтавська обл.     | 43.38,6h |                             |        |                       |        |
| 4×200 метрів           | Динамо                               | 1.33,0h  |                             |        |                       |        |
| Стрибки у висоту       | В'ячеслав Гох Київ                   | 2,14     | Олександр Красильников Київ | 2,11   | Віктор Шильверст Київ | 2,08   |
| Стрибки з жердиною     | Євген Тананика Харківська обл.       | 5,00     |                             |        |                       |        |
| Стрибки у довжину      | Анатолій Ільїн Київ                  | 7,40     |                             |        |                       |        |
| Потрійний стрибок      | Леонід Потьомкін Київ                | 15,25    |                             |        |                       |        |
| Штовхання ядра         | Анатолій Клименко Київ               | 17,56    |                             |        |                       |        |

#### Просто неба
| Дисципліни     | Золото                              | Золото | Срібло | Срібло | Бронза | Бронза |
| -------------- | ----------------------------------- | ------ | ------ | ------ | ------ | ------ |
| Метання диска  | Віктор Журба Ворошиловградська обл. | 53,14  |        |        |        |        |
| Метання молота | Володимир Третяк Запорізька обл.    | 64,90  |        |        |        |        |
| Метання списа  | Володимир Орєхов Донецька обл.      | 73,42  |        |        |        |        |

### Жінки
| Дисципліни             | Золото                                                                        | Золото    | Срібло                                  | Срібло | Бронза | Бронза |
| ---------------------- | ----------------------------------------------------------------------------- | --------- | --------------------------------------- | ------ | ------ | ------ |
| 60 метрів              | Зінаїда Усенко Харківська обл.                                                | 7,4h      |                                         |        |        |        |
| 400 метрів             | Валентина Михайлова Одеська обл.                                              | 57,9h     |                                         |        |        |        |
| 800 метрів             | Юлія Атрошенко Дніпропетровська обл.                                          | 2.11,3h   |                                         |        |        |        |
| 1500 метрів            | Ольга Кушнір Дніпропетровська обл.                                            | 4.32,2h   |                                         |        |        |        |
| 60 метрів з бар'єрами  | Олександра Гайова Одеська обл.                                                | 8,6h      |                                         |        |        |        |
| 100 метрів з бар'єрами | Світлана Нестеренко Донецька обл.                                             | 14,3h     | Надія Ткаченко Донецька обл.            |        |        |        |
| 4×200 метрів           | ДинамоВалентина Потопальська Лія Хитріна Людмила Харитонова Олександра Гайова | 1.45,0h   |                                         |        |        |        |
| Стрибки у висоту       | Валентина Козир Одеська обл.                                                  | 1,71      |                                         |        |        |        |
| Стрибки у довжину      | Тетяна Коцар Донецька обл.                                                    | 5,95      |                                         |        |        |        |
| Штовхання ядра         | Ганна Ваніна Донецька обл.                                                    | 17,03 NIB | Людмила Мошарова Ворошиловградська обл. | 16,93  |        |        |

#### Просто неба
| Дисципліни    | Золото                                  | Золото | Срібло | Срібло | Бронза | Бронза |
| ------------- | --------------------------------------- | ------ | ------ | ------ | ------ | ------ |
| Метання диска | Людмила Мошарова Ворошиловградська обл. | 51,76  |        |        |        |        |
| Метання списа | Ольга Лузіна Ворошиловградська обл.     | 48,72  |        |        |        |        |